# 易還財務
易還財務投資有限公司，簡稱易還財務投資，以及易還財務（英語：Easy Repay Finance & Investment Limited，港交所：8079），於1997年（當時以「彩虹集團」）由前香港商人李雅君創立，前身為「變靚D控股有限公司」、「無限創意控股有限公司」、「彩虹國際控股有限公司」和「彩虹化粧品國際控股有限公司」。
當時是以銷售化粧品商店之一，最早時期是在旺角第一分店。在2001年10月15日於香港交易所創業板上市。但因為過度擴充，引致財政問題及全線清盤及結業。
到了2004年由友聯建築材料（盈大地產前身）前創辦人蕭若慈收購(蕭若元姊姊)，透過發行股票集資、重組等，經股東特別大會通過改名為「變靚D控股有限公司」後，並計劃把開曼群島遷冊至百慕達。
業務香港及澳門零售美容產品及提供美容服務及美容診所服務，以及在香港進行物業投資、財務工具及上市股份投資活動及放債業務。現時公司的大股東是蕭若元。

## 事件
變靚D西醫被控處方減肥藥，致顧客抑鬱和有自殺傾向。在2008年7月20日，醫務委員會裁定其專業失當，停牌10個月。

## 代言人
- Freeze（成員包括石詠莉、甄穎珊及陳樂榣）
- 郭思琳
- 肥媽
- 吳文忻
- 譚倩情